# Pouteria cicatricata
Pouteria cicatricata là một loài thực vật thuộc họ Sapotaceae. Đây là loài đặc hữu của Brasil. Nó ngày càng hiếm gặp do mất môi trường sống.